# 杼
杼（？—？），姒姓，夏后氏，名杼，中國夏朝第七任君主，名字另作予、宁、佇、宇、相曼、輿或作季杼。少康之子，槐的父亲。在位17年。
少康中興時奉命在戈诱杀寒豷，夏朝至此复国。
予在位期間發明一種用獸皮做的甲，是中國戰甲的創始。有了戰甲之後，士兵戰鬥力大增，夏朝便積極對外擴張，东夷（淮河下游地区，今山东、江苏、安徽一带）是居住于东部近海的各部族。他们不断发展壮大，经常与夏朝发生冲突，季杼征调大批軍队，派其子槐率领进攻东夷。夏军一直攻打到东海三寿国，大败东夷各部族，彻底征服了东夷各国，夏朝國勢也進入鼎盛期。
《竹书紀年》記載予初期的都城是原（今河南濟源西北），後來遷都老丘（今河南開封東北），另載東征王壽後獲得九尾狐。予统治时，夏朝进入鼎盛期。
《国语·鲁语上》：杼，能帅禹者也，夏后氏报焉。《帝王世紀》記載：「王宁，一號予王，或曰公孫曼，能率禹之功，夏人報祭之。在位十七年。」